# Джекельня
Джеке́льня (укр. Джеке́льня) — река в Приазовском районе Запорожской области. Впадает в Молочный лиман Азовского моря.

## Характеристика
Река расположена в юго-западной части Причерноморской низменности. Длина 30 км. Площадь водосборного бассейна 215 км². Долина шириной 1 км. Русло извилистое, шириной до 2 м. Частично регулируется прудами. Нерегулируемые участки летом пересыхают. Используется для орошения.

## Населённые пункты
Берёт начало у села Надеждино Приазовского района. Впадает в Молочный лиман у села Гирсовка, создавая маленький лиман.